# Kojh
A la mitologia selknam, Kojh, Kó'ox o Kox és el howenh de la mar. És considerat com el howenh més poderós que hagi existit.

## Mitologia

### La seva família
L'esposa de Kojh, que era germana de Shenrr, i va tenir moltes filles, les balenes. Kojh va crear grans oceans per salvar les seves filles de ser devorades pels seus enemics. Quan Kojh va crear les grans aigües, «va portar als seus braços les seves filles i les va alliberar en una riba, esperant que visquessin en pau per sempre». Segons una altra versió del mite assenyala que l'Estret de Le Maire era una llacuna i que Kojh la va obrir perquè les seves filles poguessin fugir de l'enemic que les perseguia.

### Combat contra Shenrr
Diu el mite que Shenrr (howenh del vent) i Kojh (howenh de la mar), van combatre a l'Estret de Le Maire. Producte d'aquesta lluita, es va produir una gran tempesta. En aquell combat, Shenrr va vèncer Kojh. Per venjar-se, Kojh va fer que al mateix lloc s'enfrontessin dos poders femení, procedents de l'Oest i del Nord, respectivament, igual que els dos poderosos howenh. En aquesta ocasió Nord va atrapar a l'Oest fent-la esclatar.

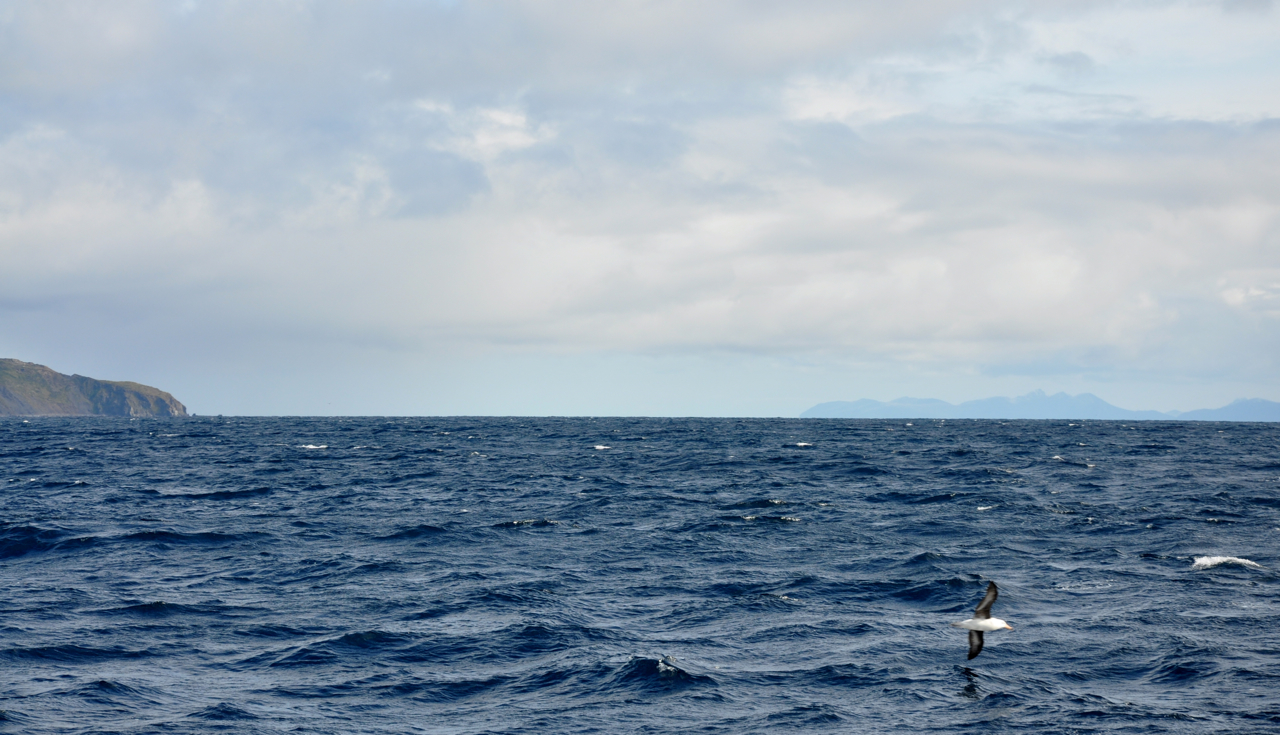
Estret de Le Maire

Segons el mite, la sang de l'Oest va ser vessada sobre la terra, des de l'Estret de Le Maire, fins al riu Irigoyen. A causa d'això, l'aigua dels rius i rierols d'aquest sector de l'Illa Gran de Terra del Foc van adquirir el seu color vermellós característic.

### La inundació
Si bé el mite sobre la gran inundació a Terra del Foc no ha pogut ser atribuït amb certesa a alguna entitat en específic, sembla ser molt probable que sigui obra de Kojh, el més poderós dels howenh.
Diu el mite que en una era remota hi va haver una gran inundació que va cobrir tota la terra, fins al punt de cobrir fins i tot les muntanyes. Per salvar-se, algunes persones es van convertir en lleons marins o aus.
Es pensa que la gran inundació va passar perquè els howenh no van vigilar l'aigua que s'hi aproximava. Posteriorment, una inundació similar va estar a punt de succeir, però en aquella ocasió, els grans howenh es van adonar a temps i, sumant les seves forces, van aconseguir evitar un nou diluvi.